# Kurt Gödel
Pour les articles homonymes, voir Godel.
Kurt Gödel est un logicien et mathématicien autrichien naturalisé américain,, né le 28 avril 1906 à Brünn (Autriche-Hongrie) et mort le 14 janvier 1978 à Princeton (New Jersey).
Son résultat le plus connu, le théorème d'incomplétude de Gödel, affirme que n'importe quel système logique suffisamment puissant pour décrire l'arithmétique des entiers admet des propositions sur les nombres entiers ne pouvant être ni infirmées ni confirmées à partir des axiomes de la théorie. Ces propositions sont qualifiées d'indécidables.
Gödel a également démontré la complétude du calcul des prédicats du premier ordre. Il a aussi démontré la cohérence relative de l'hypothèse du continu, montrant qu'elle ne peut pas être réfutée à partir des axiomes admis de la théorie des ensembles, en admettant que ces axiomes soient cohérents. Il est aussi à l'origine de la théorie des fonctions récursives.
Il publie ses résultats les plus importants en 1931 à l'âge de 25 ans, alors qu'il travaille encore pour l'université de Vienne (Autriche). Devenu privat-docent dans cette institution, il en est chassé après l'Anschluss. Il émigre avec sa femme pendant la Seconde Guerre mondiale aux États-Unis. Atteint de troubles mentaux depuis plusieurs années, il parvient néanmoins à être naturalisé grâce au soutien de ses amis Oskar Morgenstern et Albert Einstein, et intègre de façon permanente l'université de Princeton après la guerre. Toutefois, ses troubles se transforment en délire de persécution au milieu des années 1970 et accélèrent sa fin.

## Biographie

### Enfance
Kurt Gödel est le fils cadet de Rudolf Gödel, directeur et copropriétaire d'une grande entreprise textile de Brno, dans l'actuelle Tchéquie, et de Marianne Handschuh. Rudolf Gödel a deux fils : l'aîné, également prénommé Rudolf, et Kurt. Ni l'un ni l'autre ne suivent ses pas sur le chemin de l'industrie ou du commerce. Rudolf fils devient un médecin de renom à Vienne où il dirigera une clinique réputée.
Au sein de cette famille germanophone, le petit Kurt pose des questions avec tant d'insistance sur tout ce qu'il voit, qu'il est surnommé Der Herr Warum (Monsieur Pourquoi). À l'âge de six ans, il est frappé par une crise de fièvre rhumatismale, qui le cloue au lit pendant plusieurs jours, mais dont il se rétablit complètement, du moins physiquement. À l'âge de douze ans, lors du démembrement de l'Autriche-Hongrie le 28 octobre 1918, il devient de fait tchécoslovaque. À Brno, il est un brillant élève à l'école primaire, puis secondaire qu'il termine avec les honneurs en 1923. C'est à l'âge de quinze ans qu'il prend la ferme décision de se consacrer à la physique,.

### Études à Vienne
Bien que Gödel ait d'abord excellé en langues (dans sa jeunesse, il parlait et écrivait un français et un anglais parfaits), à l'âge de dix-huit ans, il rejoint son frère à l'université de Vienne pour y entamer des études de physique, qu'il abandonne assez rapidement. À cette époque, Philipp Furtwängler, un mathématicien allemand spécialisé en arithmétique supérieure, enseigne à Vienne, ses cours sont célèbres pour leur excellence et leur clarté. Le jeune Gödel demeure tellement marqué par les cours de Furtwängler qu'il abandonne ses études de physique pour se consacrer aux mathématiques. Nous savons très peu de choses sur la vie privée de Gödel pendant ses années d'études à Vienne. Il allait épouser une femme de dix ans son aînée, mais ses parents s'y opposent, et Kurt renonce à ce mariage. Apparemment, il consacrait le plus clair de son temps aux études. C'est cependant à l'université de Vienne qu'il rencontre à vingt ans celle qui deviendra — tardivement, soit onze ans après — sa femme, Adele Porkert.
C'est à cette époque qu'il adhère au réalisme mathématique. Il lit Metaphysische Anfangsgründe der Naturwissenschaft (Premiers principes métaphysiques de la science de la nature) de Kant. En 1926, il est invité par Moritz Schlick, son ancien professeur en philosophie des sciences à l'université, à assister aux réunions hebdomadaires du Cercle de Vienne dont Hans Hahn (futur directeur de thèse de Gödel), Rudolf Carnap et Schlick lui-même étaient membres. Lors de ces réunions étaient abordés des sujets de mathématiques et notamment les solutions proposées par Russell, Brouwer et Hilbert au problème de la crise des fondements. C'est sans doute dans ce contexte que Gödel acquiert pour la première fois sa profonde connaissance du programme formaliste. Il assiste aux réunions avec assiduité jusqu'en 1928, uniquement en tant qu'auditeur. Après avoir participé au Cercle de Vienne, Gödel décide, en 1928, de se consacrer définitivement à la logique mathématique (intérêt qu'il développe à la suite d'un séminaire de Schlick). Il assiste à une conférence de David Hilbert à Bologne sur la complétude et la cohérence des systèmes mathématiques.
Durant l'année 1929, il achève sa thèse de doctorat portant sur un problème lié au programme de Hilbert et la soumet, le 6 février 1930, à l'université de Vienne. Il la présente sous forme d'article la même année. Ce travail, qui constitue sa première publication scientifique, figure dans le numéro 37 (1930) de la revue Monatshefte für Mathematik und Physik sous le titre La complétude des axiomes du calcul logique de premier ordre. Toujours en 1929, Gödel devient citoyen autrichien. Puis, en 1932, il obtient son diplôme à l'université de Vienne.
La publication de son premier théorème d'incomplétude, en 1931, fait de Gödel une célébrité internationale dans le monde des mathématiques. Son nom commence à être cité dans tous les forums et congrès, et sa démonstration devient — et reste encore aujourd'hui — un classique du raisonnement mathématique. Il ne peut profiter immédiatement de sa célébrité méritée, car, une fois son article terminé, il connaît de graves troubles nerveux pendant plusieurs mois, conséquence indéniable du stress engendré par la présentation de son théorème.
Quant au second théorème d'incomplétude, l'article de 1931 ne fournit que les grandes lignes du déroulement de sa démonstration, Gödel proposant de le démontrer dans une seconde partie de l'article. Cependant, ses troubles nerveux l'empêchent de le rédiger dans les mois qui suivent et, lorsqu'il est enfin remis, il se rend compte que les démonstrations de ses deux théorèmes — y compris celle du second simplement évoquée — sont si bien acceptées que toute clarification ultérieure serait inutile.
Après avoir surmonté ses troubles nerveux, il devient en 1933 Privatdozent (maître de conférences) de l'université de Vienne.
Il est invité la même année à donner une conférence lors de la réunion annuelle de l'American Mathematical Society. Lors de ce premier voyage, il fait la connaissance d'Albert Einstein qui avait émigré aux États-Unis en 1932. Entre eux naît une amitié qui durera jusqu'au décès d'Einstein en 1955. Au cours des deux années suivantes, 1934 et 1935, il se rend à nouveau aux États-Unis où il est invité à deux reprises par l’Institut d'Études avancées de Princeton. Il y donne plusieurs cours et conférences sur ses deux théorèmes d'incomplétude ainsi que sur d'autres thèmes — qu'il avait abordés lors de recherches ultérieures —, dont la calculabilité et les fonctions récursives ; en particulier, il donne une conférence sur les fonctions récursives générales et sur le concept de vérité. Au cours de ses voyages aux États-Unis, Gödel expose ses méthodes, ses idées, les problèmes auxquels il réfléchit et cela stimule l'école américaine de logique mathématique ainsi que la logique mathématique en général.
Cependant, le 22 juin 1936, a lieu l'assassinat, par Johann Nelböck, un jeune étudiant mentalement dérangé, de Moritz Schlick ; ce crime affecte particulièrement Gödel qui traverse sa première dépression. Il retourne à Princeton au cours de la même année. Les voyages et ses travaux l'épuisent, si bien qu'il consacre la plus grande partie de l'année suivante à soigner une nouvelle dépression. Il revient à l'enseignement en 1937, période durant laquelle il travaille à la démonstration de la cohérence relative et de l'indépendance de l'hypothèse du continu. Il achoppe à démontrer l'indépendance (ce qui ne sera fait qu'en 1963, par Paul Cohen), mais il réussit à établir que l'hypothèse du continu ne peut pas être réfutée à partir des axiomes de la théorie des ensembles.
Après l'Anschluss de 1938, l'Autriche tombe sous la coupe de l'Allemagne nazie. Cette dernière ayant aboli le titre de Privatdozent, Gödel perd son emploi. Cela ne l'empêche pas de se marier à l'université de Vienne, le 20 septembre 1938, avec Adele Porkert, une danseuse divorcée de six ans son aînée, qu'il avait rencontrée en 1927. Ses liens avec des professeurs juifs, comme son tuteur de thèse Hans Hahn, lui causent des problèmes. En 1938 et 1939, il se rend à nouveau à l'Institut d'études avancées et, au cours de ces voyages, en plus de donner des cours et des conférences, il prend des contacts institutionnels en vue de préparer sa future admission en tant que professeur, au cas où il devrait quitter l'Autriche. De retour à Vienne, après son second voyage, il est attaqué par un groupe d'étudiants d'extrême droite. Sa présence en tant qu'intellectuel indépendant étant une gêne pour les nazis, en octobre 1939, il est inscrit sur une « liste noire ». Cette inscription officialise son statut de chômeur et, sous le régime nazi, les chômeurs sont presque systématiquement recrutés par l'armée. En effet, peu de temps après, il reçoit son ordre d'incorporation. Au lieu de rejoindre son régiment, Kurt Gödel fuit l'Autriche, en compagnie d'Adele Porkert, en janvier 1940 et se rend aux États-Unis par l'un des chemins les plus longs qui soient, c'est-à-dire à travers la Russie, la Sibérie, le Japon et l'Océan Pacifique. Ils arrivent à San Francisco le 4 mars suivant, après avoir emprunté le Transsibérien et traversé l'océan Pacifique incognito, de peur d'être arrêtés,,.

### Émigration aux États-Unis

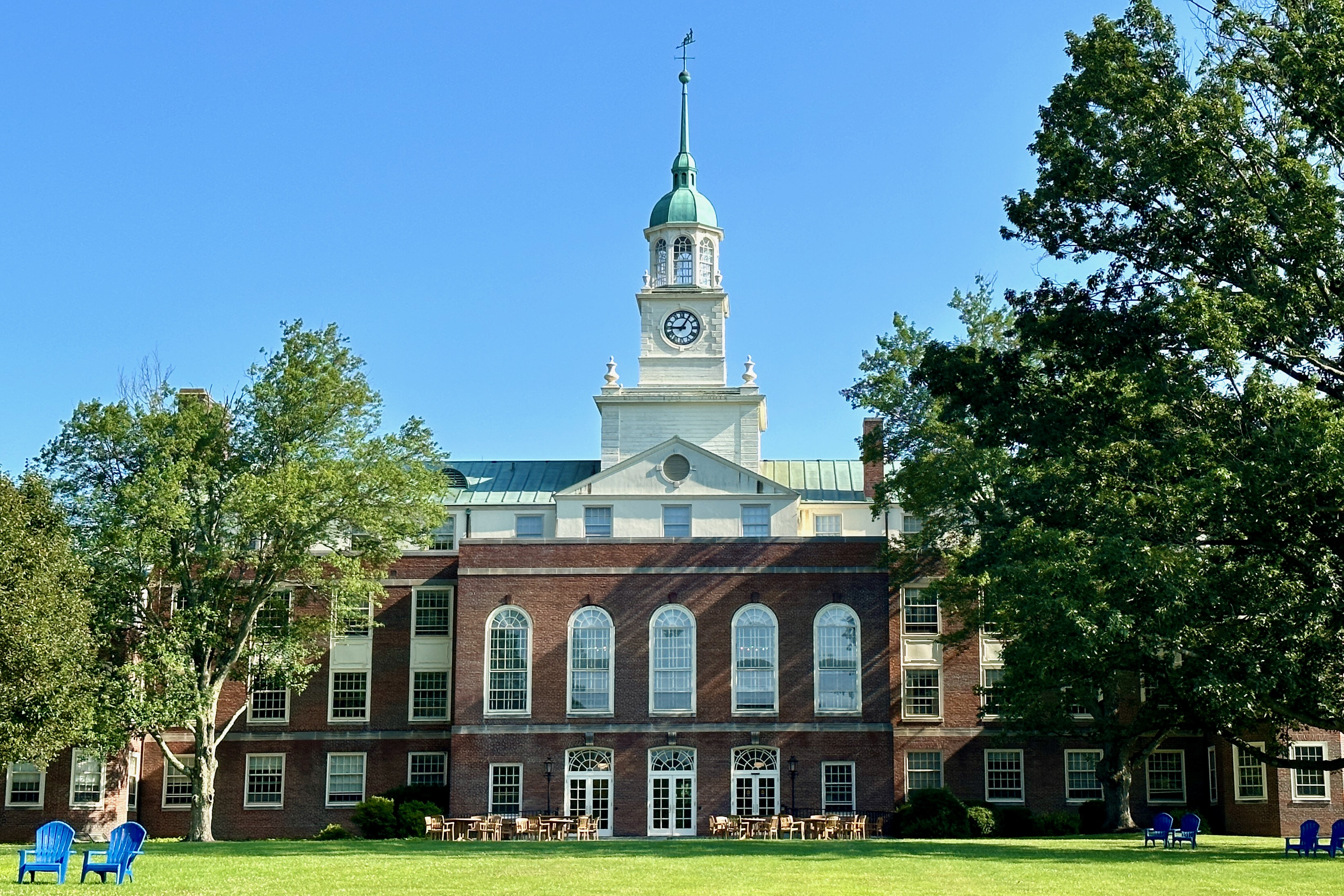
Institut d'étude avancée

Grâce à ses contacts, Gödel obtient immédiatement un poste de professeur invité à l'Institut d'études avancées de Princeton. En 1946, il y est intégré de façon permanente et, à la fin de l'année 1947, il doit subir un examen en vue de sa naturalisation, avec pour témoins ses amis Oskar Morgenstern et Albert Einstein. Pour une personne possédant ces références, il s'agit d'une formalité, mais Gödel se prépare avec une extrême minutie, et alors qu'il étudie la constitution américaine, il pense y découvrir une faille logique ultérieurement nommée d'après Gödel qui permettrait de transformer en toute légalité le régime politique du pays en régime dictatorial. Il fait part de sa découverte à ses deux amis, fort inquiets que Gödel n'aborde le sujet avec le juge chargé de l'entretien préalable à la naturalisation. Tous deux sont convaincus d'avoir réussi à en dissuader Gödel, mais en quelques phrases le sujet revient : le juge s'enquiert d'abord du régime politique en vigueur en Autriche, Gödel répond que celui-ci, autrefois une démocratie, s'est transformé en dictature ; le juge rétorque qu'une telle chose ne pourrait arriver en Amérique, mais Gödel soutient le contraire, et dit qu'il peut le prouver. Le juge, qui connaît Einstein, décide de terminer l'entretien sans son explication, qui ne sera jamais révélée,,.

### Fin de vie

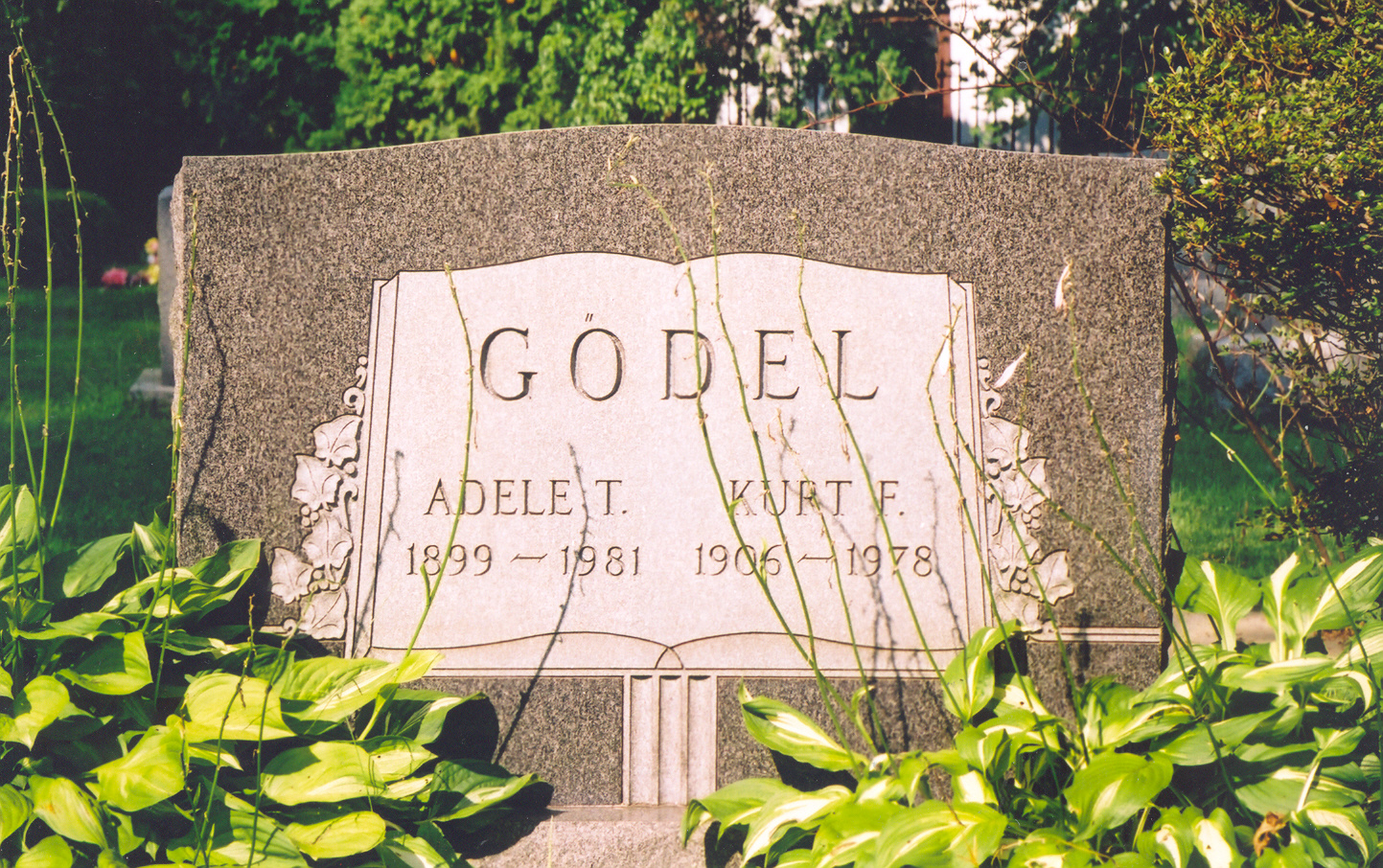
Pierre tombale de Kurt Gödel, et de sa femme Adele.

Ses troubles mentaux s'aggravent et, au milieu des années 1970, se transforment en délire de persécution. Il se fait de plus en plus de souci pour sa santé, se convainc de l'existence d'un complot visant à l'empoisonner. Il refuse d'ailleurs de manger à moins qu'Adele ne goûte d'abord les aliments. Fin 1977, Adele doit être hospitalisée pendant six mois pour différents problèmes de santé et Gödel, qui reste seul avec ses peurs et ses obsessions, cesse pratiquement de s'alimenter, tombant progressivement dans la cachexie. Il doit être interné à l'hôpital de Princeton où il meurt le 14 janvier 1978 ; il pesait alors 65 livres (29,5 kg),.

### Portrait
Enfant timide et introverti, il demeure toujours très attaché à sa mère — dotée d'une grande sensibilité artistique — et se sent quelque peu perdu lorsqu'elle n'est pas à la maison. Son caractère timide et introverti le suivra toute sa vie. Il n'est pas un boute-en-train, ne fait rire personne avec ses plaisanteries, mais n'en a pas non plus besoin. La crise de fièvre rhumatismale qui l'a frappé à l'âge de six ans est, selon son frère médecin, responsable de sa profonde hypocondrie, une des principales caractéristiques de sa personnalité. Adulte, Gödel est fortement pessimiste quant au destin de l'humanité, une attitude courante lors des premières années de l'ère nucléaire.

### Métaphysique
À partir de 1950, Gödel publie peu, mais ne cesse de penser ni d'écrire, et il laisse à sa mort un nombre impressionnant de manuscrits inédits consacrés principalement à la philosophie et à la théologie, avec des recherches, entre autres, sur l'existence de Dieu, la transmigration des âmes ou l'analyse des travaux philosophiques de Leibniz. Parmi ces écrits inédits, se trouve le texte de la conférence de Gibbs que Gödel fut invité à dicter lors de la réunion annuelle de l'American Mathematical Society, organisée le 26 décembre 1951 à Providence, aux États-Unis. Au cours des années suivantes, il se consacre à l'amélioration de son manuscrit dans le but de le publier, mais ne parvient jamais à lui donner une forme qui lui semble acceptable. Finalement, il est publié en 1994 dans un volume intitulé Kurt Gödel : essais inédits. Concrètement, il soutient, lors de cette conférence, que ses théorèmes démontrent que le platonisme mathématique constitue la position correcte en philosophie des mathématiques,,.
Âgé de 70 ans, Gödel, qui est profondément mystique, fait circuler parmi ses amis un document proposant une preuve ontologique de l'existence de Dieu, inspirée de l'argument d'Anselme de Cantorbéry et de travaux de Leibniz et connue aujourd’hui sous le nom de « preuve ontologique de Gödel ». Il s'intéressait aussi beaucoup aux visions des grands mystiques comme sainte Catherine Emmerich ou Grégoire Palamas.
Gödel, en plus de sa foi en Dieu, s'interroge sur l'existence des anges et du diable. Laurent Lemire écrit : « Kurt Gödel, (...)  auteur du théorème d'incomplétude, croit aux anges et au diable dans un univers mathématique, un univers « idéal », par opposition à l'univers réel perceptible, dans lequel vivraient les « anges » et « démons », comme nous vivons dans l'univers réel. Persuadé qu’on veut l’empoisonner, il meurt, volontairement affamé, ». Cela provient de ses réflexions sur l'intuition et l'incomplétude, en effet, puisque l'intuition a parfois produit des thèses mathématiques ne pouvant ni être démontrées, ni être infirmées mathématiquement, il considère que soit le cerveau est une machine de Turing, et il existe donc des problèmes indécidables pour l'humain, ce qui signifie que « les propriétés mathématiques qui nous échappent ont une existence autonome », soit le cerveau surpasse les machines de Turing, et donc l'esprit humain est « une réalité indépendante du monde sensible ». La difficulté de cette approche est la communication du cerveau, matériel et fini, avec cet univers idéel : il envisage l'existence d'un « organe de l'intuition » ayant accès à cet univers idéel, malgré les difficultés de cette spéculation.
Une conséquence de sa vision d'un monde réel limité voulu par Dieu, est que la recherche, la métaphysique ou la philosophie, sont en contradiction avec cette volonté de limitation de la compréhension du monde. Ce point alimente ses craintes, et il va même jusqu'à estimer les grands penseurs en danger,.
Gödel préfère rester discret sur cette conception du monde, qui n'est décrite que dans ses notes personnelles : « je ne rends publiques que les parties de ma philosophie qui se prêtent le moins à la controverse ».
La philosophie de Gödel est marquée par la double influence de Leibniz et de Husserl. D'abord influencé par le premier, il finit par s'en éloigner à la suite de ses résultats sur les théorèmes d'incomplétude. Il souhaitait constituer une métaphysique exacte combinant des éléments de la monadologie de Leibniz, et la phénoménologie de Husserl.
Dans After Godel: Platonism and Rationalism in Mathematics and Logic, Richard Tieszen présente un exposé approfondi de la philosophie de Gödel et s'appuyant sur ses carnets et des témoignages, comme ceux de Wang Hao.

## Parcours

### Travaux à Vienne
Il prouve dans sa thèse, présentée le 6 février 1930 la complétude de la logique classique du premier ordre, c'est-à-dire que toute formule valide est démontrable, résultat qui fut publié par l'Académie des sciences de Vienne. Le théorème démontré, connu aujourd'hui comme Théorème de complétude de Gödel, est interprété à l'époque comme un indice révélant que le programme de Hilbert est réalisable.
Une fois établie la base logique permettant d'effectuer des démonstrations vérifiables à l'aide d'un algorithme, il ne reste plus qu'à découvrir les axiomes permettant de démontrer toutes les vérités arithmétiques.
Malheureusement pour le programme de Hilbert, cet objectif est inatteignable. Le théorème énonçant cette impossibilité est connu sous le nom de premier théorème d'incomplétude, exposé ouvertement pour la première fois au congrès de Königsberg le 7 septembre 1930. L'article contenant le développement de la démonstration est envoyé au magazine Monatshefte für Mathematik und Physik en novembre et paraît dans l'édition No 38 en 1931. Il prouve que pour tout système axiomatique assez puissant pour décrire les nombres naturels, on peut affirmer que :
1. il ne peut être à la fois cohérent et complet (ce qui est le théorème connu sous le nom de « premier théorème d'incomplétude ») ;
2. si le système est cohérent, alors la cohérence des axiomes ne peut pas être prouvée au sein même du système (ce qui est le théorème connu sous le nom de « second théorème d'incomplétude ») .

L'article ne contient pas de démonstration détaillée de ce second théorème, mais en expose les grandes lignes.
Le principe du théorème d'incomplétude est simple. Gödel a essentiellement bâti « une formule qui énonce qu'elle n'est pas démontrable » dans un système formel donné. Si cette formule était démontrable, cela signifierait que l'on pourrait démontrer « qu'elle n'est pas démontrable », d'où la contradiction. Donc, cette formule n'est pas démontrable. C'est bien ce qu'elle énonce, donc elle est valide. Il existe donc une formule valide non démontrable.
Pour préciser ces faits, Gödel a eu besoin de résoudre de nombreux problèmes techniques, comme le « codage des démonstrations » et « le concept même de démontrabilité » au sein des nombres entiers. Il a aussi eu besoin d'un procédé pour décrire une formule qui énonce sa propre non-démontrabilité : le procédé « diagonal ». Ces détails sur la forme expliquent pourquoi sa publication de 1931 est aussi longue et ardue à lire et pourquoi ses contemporains, à l'exception notable de John von Neumann et Alfred Tarski, n'ont pas compris son résultat.

### Travaux à Princeton
À Princeton, il se tourne encore plus vers la philosophie et la physique. Entre 1943 et 1946, il étudie de « façon assez systématique » les travaux de Leibniz. Il étudie aussi, à un moindre degré, ceux de Kant et de Husserl.
Des conversations entre Gödel et Einstein découlent les articles que Gödel écrit sur la théorie de la relativité. Le premier, rédigé en anglais, a pour titre Un exemple d'un nouveau type de solutions cosmologiques aux équations einsteiniennes du champ gravitationnel, est publié dans la revue Reviews of Modern Physics en 1949. Dans cet article, il propose une solution aux équations d'Einstein, qui consiste en la description d'un univers en rotation, homogène, fermé et stable — c.à.d. qui n'est pas en expansion —, avec des lignes de temps fermées. Les « univers tournants » auraient rendu possible le voyage dans le temps, et poussent Einstein à douter de sa propre théorie. Aujourd'hui, ce type de solution est considéré comme une curiosité mathématique sans grand intérêt physique, mais dont le mérite est d'avoir stimulé la recherche d'autres solutions exactes aux équations d'Einstein.[réf. souhaitée]
Un deuxième article sur la relativité, publié en 1949, est intitulé Une remarque au sujet de la relation entre la théorie de la relativité et la philosophie idéaliste étudie certaines conséquences philosophiques qui peuvent être tirées de la théorie de la relativité en rapport avec la nature du temps, « cet être mystérieux et apparemment autocontradictoire qui, par ailleurs, paraît constituer le fondement de notre existence et de celle du monde » (extrait du même article). En 1952, il publie son troisième et dernier travail sur la relativité, intitulé Univers rotatifs dans la théorie générale de la relativité, dans lequel Gödel expose de nouvelles solutions aux équations d'Einstein nouvellement constituées d'univers en rotation, bien que celles-ci ne possèdent pas toutes de lignes temporelles fermées.
Le dernier travail scientifique sur la logique mathématique signé par Gödel paraît sous la forme d'un ouvrage publié en 1940 par les Presses universitaires de Princeton et qui n'est pas directement rédigé par Gödel, puisqu'il s'agit de l'édition des notes d'un cours dicté entre 1938 et 1939 à l'Institut d'études avancées. L'ouvrage d'environ soixante-dix pages s'intitule La consistance de l'axiome du choix et de l'hypothèse généralisée du continu avec les axiomes de la théorie des ensembles et expose la résolution partielle du premier problème posé par David Hilbert, connu comme l'Hypothèse du continu. Il introduit dans ce travail la notion d'univers constructible, modèle de la théorie des ensembles dans lequel les seuls ensembles existants sont ceux qui peuvent être construits à partir d'ensembles plus élémentaires. Gödel prouve qu'aussi bien l'axiome du choix et l'hypothèse généralisée du continu sont vrais dans un univers constructible, et doivent donc être cohérents. Il a aussi l'intuition de la notion de problème NP-complet,.

## Honneurs
En mars 1951, Gödel reçoit avec le physicien Julian Schwinger le premier prix Einstein, puis est nommé docteur honoris causa dans plusieurs universités dont Yale et Harvard et se voit décerner la National Medal of Science en 1974. En 1985 un astéroïde (3366) Gödel est nommé en honneur de Kurt Gödel.

## Distinctions
- La société Kurt Gödel, fondée en 1987, est baptisée en son honneur[n 26],[43].
- Un prix Gödel, qui récompense les meilleurs travaux en informatique théorique, est fondé en son honneur en 1992.
- L'astéroïde (3366) Gödel porte son nom.

## Œuvres
- Collected Works, Oxford University Press, 5 volumes publiés de 1986 à 2003 sous la direction de Solomon Feferman, J. W. Dawson, Stephen Cole Kleene, Gregory H. Moore, Robert Martin Solovay et Jean van Heijenoort.
  - vol. I : Publications 1929-1936.
  - vol. II : Publications 1938-1974.
  - vol. III : Unpublished Essays and Lectures
  - vol. IV : Correspondence A-G
  - vol. V : Correspondence H-Z
- Philosophische Notizbücher, Walter de Gruyter, 3 volumes parus sous la direction d'Eva-Maria Engelen (de).

### Essais et articles scientifiques / épistémologiques
- Pierre Cassou-Noguès, Gödel, Paris, Les Belles Lettres, coll. « Figures du savoir » (no 34), 2004, 190 p. (ISBN 978-2-251-76040-7).
- Pierre Cassou-Noguès, « Le programme de Gödel et la subjectivité mathématicienne », Cahiers du Centre François Viète, no 3, Nantes, 2003, p. 31-56.
- Pierre Cassou-Noguès, Les Démons de Gödel. Logique et folie, Paris, Seuil, 2007, 279 p. (ISBN 978-2-02-092339-2 et 2-02-092339-4).
- (en) John W. Dawson, « Gödel and the Limits of Logic », Scientific American, juin 1999, en ligne.
- Jean-Paul Delahaye, Aux frontières des mathématiques - Kurt Gödel et l'incomplétude, Paris, Dunod, 2025, 240p.  (ISBN 978-2-100-85641-1)
- Gianbruno Guerrerio, Gödel - Logique à la folie, Pour la science, série « Les génies de la science ».
- Stephen Cole Kleene, Introduction to Metamathematics, Amsterdam, North-Holland, 1952, x+550 (SUDOC 005505526, présentation en ligne).  —  Nombreuses réimpressions, en 1957, 1959, 1962, 1964, 1967, 1971, 1974, 1980, 1988, 1991, 1996, 2000, 2009 notamment par Wolters-Noordhoff (Groningen)  (ISBN 0720421039), d'après la notice Sudoc. Nombreuses traductions.
- Ernest Nagel, James R. Newman, Kurt Gödel et Jean-Yves Girard, Le théorème de Gödel, Éditions du Seuil, 1989 [détail de l’édition] (ISBN 2-02-010652-3). Fournit, entre deux commentaires assez accessibles (sans trop de formalisme mathématique et qui resituent l'œuvre-maîtresse de Gödel au sein de ses enjeux théoriques, historiques, philosophiques), une traduction en français (pour la première fois) de la démonstration originelle de Gödel de ses théorèmes d'incomplétude.
- Gustavo Ernesto Piñeiro (trad. de l'espagnol par Anne-Lucie Fernandez et Julie Soubeyrand), Deux théorèmes qui révolutionnèrent les mathématiques : Gödel, Barcelone, RBA Coleccionables, 2018, 167 p. (ISBN 978-84-473-9555-2).

### Philosophie, biographie, esthétique
- Gustavo Ernesto Piñeiro (trad. de l'espagnol par Anne-Lucie Fernandez et Julie Soubeyrand), Peut-on décider de ce qui est vrai ? — Gödel et le théorème d'incomplétude, Paris, RBA France, 2015, 167 p. (ISBN 978-28-237024-1-5)
- Hao Wang, Gödel, éditions Armand Colin, Paris, 1990.  (ISBN 2-200-24020-1)
- (en) Hao Wang, A logical journey : from Gödel to philosophy [« Un cheminement [dans la] logique : de Gödel à la philosophie »], Cambridge (Mass.), MIT Press, 1996, 391 p. (ISBN 0262231891, OCLC 468405923) « Cet ouvrage, comme Wang l'indique dans sa préface, est une suite de ses “Réflexions sur Kurt Gödel” ; et, comme son précédent livre, il ne s'inscrit pas nettement dans un genre philosophique courant. C'est en partie une biographie de Gödel, en partie les mémoires intellectuelles de Wang, en partie une exposition des vues philosophiques de Gödel, et en partie un développement de ses propres vues à lui, Wang [qui est lui-même logicien et philosophe, NdT] »[44],[trad 1]. « Ce livre, très attendu, contient les notes et enregistrements de Hao Wang sur les conversations qu’il a tenues avec Kurt Gödel de 1971 à 1976, classées par sujets ([...] philosophie de la connaissance / de l'esprit, des mathématiques, de la logique et de la théorie des ensembles), ainsi que quelques réflexions de Wang sur la vie de Gödel, sa personnalité et ses idées »[45],[trad 2]. « Le livre était à l'origine destiné à être une présentation publique accessible des discussions que Wang a eues avec Gödel. Dans la tentative de réaliser l'objectif d'accessibilité, cependant, Wang est allé au-delà du compte rendu des conversations. Comme il le dit, “Dans le cadre de mes efforts pour résoudre les différentes ambiguïtés dans mes notes [sur les conversations], j'ai sélectionné, interprété et extrapolé les observations [de Gödel] le long de chemins qui me conviennent à moi [pour les comprendre]” »[44],[trad 3].
- (en) Jiří Prcházka, Kurt Gödel /1906-1978/ Curriculum vitae, Volumen I,  (ISBN 978-80-903476-9-4), Brno, Wien, Princeton 2017.
- (en) Jiří Proházka, Kurt Gödel /1906-1978/ Curriculum vitae, Volumen II,  (ISBN 978-80-903476-1-8), Brno, Wien, Princeton 2019.
- Palle Yourgrau (trad. de l'anglais par Christian Jeanmougin, préf. Thibault Damour), Einstein/Gödel. Quand deux génies refont le monde, Paris, Dunod, 2005, 289 p. (ISBN 2-10-048735-3).  Essai sur les enjeux philosophiques de l'amitié et des nombreuses conversations scientifiques / épistémologiques qu'échangèrent Einstein et Gödel de 1942 à 1955 à Princeton, notamment sur des sujets fondamentaux : le temps existe-t-il vraiment ? Quel est le sens profond de la théorie de la Relativité ? Quelle est la structure de l'univers ? Son devenir et son sens ? Quelle est la réalité des mathématiques et des théories physiques ?
- Douglas Hofstadter, Gödel, Escher, Bach : Les Brins d'une Guirlande Éternelle, 1979 (V.O.), 1985 (pour la première édition de la traduction en français). 
  - Édition originale en anglais : (en) Douglas Hofstadter, Gödel, Escher, Bach : an Eternal Golden Braid[trad 4], Basic Books, 31 mai 1979 (ISBN 978-0465026852 et 0465026850).
  - Version disponible en anglais (États-Unis, a obtenu le prix Pulitzer) : (en) Douglas Hofstadter, Gödel, Escher, Bach : an Eternal Golden Braid, Basic Books, 1999, réédition augmentée “20th aniversary edition”, 777 p. (ISBN 978-0465026562 et 0465026567).
  - Version française : Douglas Hofstadter (trad. Jacqueline Henry et Robert French), Gödel, Escher, Bach : Les Brins d'une Guirlande Éternelle, Paris, Dunod, 2000, réédition augmentée en 2021, 883 pages, rééd. : 928 pages (ISBN 2-10-005435-X et 978-2100829330), (extrait substantiel accessible en ligne sur le site de l'éditeur, ou sur des sites marchands). Cet ouvrage abondamment illustré relie entre eux, par leurs similitudes cachées, des domaines de la connaissance apparemment étrangers les uns aux autres : biologie, psychologie, physique, linguistique, informatique, intelligence artificielle et logique mathématique. Et pour cela il part d’une réflexion métaphorique mettant en abîme respectif les gravures d'Escher, la musique de Bach et la logique métamathématique de Gödel. Il éclaire ainsi « l'un des mystères de la philosophie scientifique moderne : notre apparente inaptitude à comprendre la nature de nos propres processus de pensée ». De la philosophie grecque antique jusqu’à Gödel, il s’agit là du phénomène paradoxal de l'auto-référencement : « tout langage, tout programme d'ordinateur, tout processus de pensée, lorsqu'il s'exprime à propos de lui-même, crée une structure [fractale] comparable aux miroirs se réfléchissant à l'infini », dans la poursuite de laquelle le sens se dérobe. Irréductiblement, fatalement, ou non[46] ?
- Yannick Grannec, La Déesse des petites victoires, éditions Anne Carrière, 2012, 468 p. (ISBN 978-2843376665 et 2843376661), prix des Libraires 2013. Roman sur la vie de Gödel racontée par sa femme Adele mourante à une jeune documentaliste chargée de récupérer auprès d'elle (qui en est la dépositaire) la précieuse documentation, les notes et brouillons de Gödel à Princeton. L’autrice, dans ce premier roman, a brossé une fresque du XXe siècle de l'Anschluss au maccarthysme, de la fin des idéaux positivistes au surgissement de l’arme nucléaire et de la Guerre Froide, et de la Vienne effervescente mais ambiguë des années 1930 au Princeton de l'après-guerre comme temple de la Science d’avant-garde. Mais c’est aussi « une ode au génie humain et un roman profond sur la fonction de l'amour et la finalité de l'existence […soit] l’épopée d'un génie qui ne savait pas vivre [en raison de ses phobies et de ses troubles obsessionnels] et d’une femme qui ne savait qu’aimer »[47]